# Coleothorpa dominicana
Coleothorpa dominicana är en skalbaggsart som först beskrevs av Fabricius 1801.  Coleothorpa dominicana ingår i släktet Coleothorpa och familjen bladbaggar.

## Underarter
Arten delas in i följande underarter:
- C. d. dominicana
- C. d. franciscana

## Bildgalleri

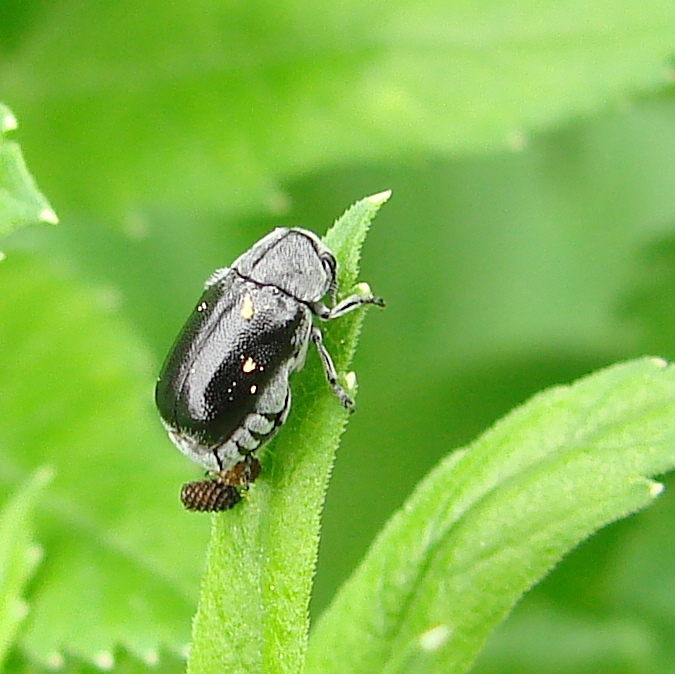